# Iglesia católica siríaca
La Iglesia católica siríaca o Iglesia católica siria (en siríaco: ܥܕܬܐ ܣܘܪܝܝܬܐ ܩܬܘܠܝܩܝܬܐ, romanizado: ʿĪṯo Suryayṯo Qaṯolīqayṯo; en latín: Ecclesiae Syriae Catholicae; en árabe: الكنيسة السريانية الكاثوليكية‎, y en el Anuario Pontificio, en italiano: Chiesa Sira) es una de las veinticuatro Iglesias sui iuris que conforman la Iglesia católica. Se trata de una Iglesia católica oriental que sigue la tradición litúrgica antioquena (o siria occidental), usando como lengua litúrgica el siríaco occidental y como lengua auxiliar el árabe. Está organizada como Iglesia patriarcal de acuerdo a la forma prescripta por el título IV del Código de los Cánones de las Iglesias Orientales (CCEO), bajo supervisión del Dicasterio para las Iglesias Orientales, y es presidida por el patriarca de Antioquía de los sirios católicos, cuya sede se encuentra en Beirut, Líbano. 
El territorio propio del patriarcado de Antioquía de los sirios se extiende en el Oriente Próximo por: Irak, Líbano, Jordania, Israel, Palestina, Siria, Egipto, Turquía, Sudán, y Sudán del Sur. El 22 de julio de 2020 el papa Francisco en un rescriptum ex audientia decidió derogar las disposiciones de sus dos antecesores y extender la jurisdicción de los 6 patriarcas orientales sobre los dos vicariatos apostólicos de Arabia, por lo que la Iglesia siria amplió su jurisdicción a Kuwait, Arabia Saudita, Catar, Baréin, Omán, Emiratos Árabes Unidos y Yemen.
La eparquía de Estados Unidos y los exarcados apostólicos de Venezuela y de Canadá no integran la jurisdicción del patriarcado, pero forman parte de la Iglesia católica siria y sus obispos integran el Santo Sínodo. Existen además parroquias y comunidades dispersas bajo la jurisdicción de los obispos locales de rito latino en Brasil, Francia, Australia, Reino Unido, Países Bajos, Suecia, y otros países.

## Historia

### Origen y cisma
El origen de la Iglesia siria es tradicionalmente referido a Simón Pedro. La Iglesia siria fue campo de batalla de las disputas cristológicas. El Concilio de Calcedonia de (451) condenó el monofisismo y proclamó como doctrina oficial de la Iglesia la presencia de dos naturalezas, divina y humana, en la persona de Cristo. La mayoría de la población de Siria se negó a aceptar esa decisión conciliar. Sin embargo, esta separación no fue inmediata y no se consumó hasta que Jacobo Baradeo (consagrado obispo en secreto en 543 por el encarcelado patriarca Teodosio de Alejandría) consagró en 544 a Sergio, el primer patriarca siro-ortodoxo, haciendo así definitivo el cisma con el patriarca rival greco-ortodoxo. Sin embargo, no toda Siria se comprometió con la nueva Iglesia (conocida como jacobita) y muchos aceptaron las decisiones del Concilio de Calcedonia, siendo denominados melquitas. A partir de 633 se produjo la conquista musulmana de Siria, durante la cual los jacobitas recibieron trato preferente por los conquistadores.

### Intentos de unión con la Iglesia católica
Durante las cruzadas hubo muchos ejemplos de buenas relaciones entre obispos católicos y sirios ortodoxos. Algunos de esos obispos eran favorables a una unión con la sede de Roma, pero no se llegó a ningún resultado concreto. En 1237 el patriarca viajó con obispos y monjes a Jerusalén —ciudad que estaba en manos de los cruzados— y prometió obediencia al papa, pero el temor a una invasión mongola detuvo el intento. Poco después el patriarca Ignacio III en 1247 volvió a admitir la primacía papal, pero no se llegó a nada.
Durante el Concilio de Florencia el patriarca sirio-ortodoxo Ignacio V envió al arzobispo de Edesa como su representante, quien el 30 de noviembre de 1444 hizo una declaración de fe de acuerdo a los dogmas católicos y firmó el decreto de unión Multa et admirabilia, pero no surtió efecto debido a que fue rápidamente anulado por sus oponentes en la jerarquía siria ortodoxa. En 1555 el patriarca Jacobo IV envió un sacerdote a Roma a conseguir algunos libros impresos en siríaco, pero el enviado hizo una profesión de fe católica en nombre de su pueblo que fue repudiada por el patriarca. En 1560 el patriarca Nehemetallah envió a Roma al obispo Juan Qacha para firmar la unión de ambas Iglesias, pero luego el patriarca entró en conflicto con las autoridades turcas y se refugió en Roma, en donde murió como católico.

### Creación del patriarcado siro-católico

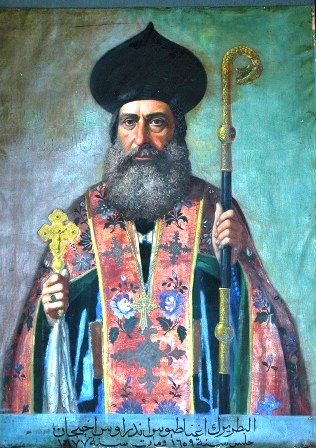
Patriarca Ignacio Andrés Akijan.

Misioneros jesuitas y capuchinos comenzaron a trabajar entre los fieles sirios ortodoxos en Alepo en 1626. Algunos de ellos fueron recibidos en comunión con Roma formándose una comunidad católica, mientras que algunos jóvenes fueron enviados a estudiar a esa ciudad a pedido del papa. Entre ellos estaba Andrés Akijan (Akhidjan), quien fue alumno del Colegio Maronita de Roma, y en 1652 de regreso en Siria fue ordenado sacerdote por el patriarca católico maronita, quien el 29 de junio de 1656 lo consagró obispo de Alepo de los jacobitas católicos. Fue el primer obispo católico sirio con jurisdicción efectiva, pues previamente solo hubo conversiones aisladas y personales de obispos jacobitas. La oposición de los ortodoxos sirios lo obligó a escapar al Líbano el 15 de mayo de 1657, pudiendo retornar a Alepo el 12 de marzo de 1658. El 28 de enero de 1659 el papa lo confirmó como obispo de Alepo y reconoció el rito sirio jacobita mediante la bula Inter gravissimas.
En 1662, cuando el patriarcado ortodoxo sirio quedó vacante, el partido procatólico, liderado por diplomáticos franceses, logró que el sínodo patriarcal lo eligiera como patriarca de Antioquía el 19 de abril de 1662, pero tres obispos opuestos designaron a Ignacio Abdul Masih I produciéndose una división en la Iglesia jacobita. El 3 de agosto de 1662 el sultán otomano confirmó a Akijan como patriarca, por lo que fue entronizado el 20 de agosto de ese año. La Congregación para la Propagación de la Fe desaprobó en septiembre de 1662 la elección de Akijan por las autoridades turcas, hasta que el papa lo confirmó el 23 de abril de 1663. Abdul Masih reclamó el patriarcado y en 1663 ocupó la catedral siria de Alepo, que fue recuperada por los católicos en enero de 1664. El 10 de abril de 1664 el sultán confirmó a Akijan como cabeza civil de todos los sirios cristianos (millet), que conservó hasta su muerte el 18 de julio de 1677. En 1665 envió una profesión de fe al papa.
Después de la muerte de Akijan, Abdul Masih se profesó católico y fue elegido patriarca por el sínodo, obteniendo la confirmación del sultán, tras lo cual retornó a su oposición al partido católico, por lo que esta facción eligió a su sobrino el arzobispo de Jerusalén Gregorio Pedro Shahbaddin como patriarca, quien obtuvo la confirmación del sultán por medio del cónsul francés y fue entronizado el 2 de abril de 1678, siendo confirmado por el papa el 12 de junio de 1679. En los años siguientes hubo un choque entre ambas facciones que generó que Shahbaddin fuera depuesto varias veces y luego reinstalado, antes de que las autoridades otomanas tomaran partido por la facción ortodoxa y los católicos sirios fueran perseguidos. Shahbaddin y el arzobispo de Jerusalén viajaron a Roma en 1696, en donde permanecieron hasta que un tratado entre los Imperios otomano y austríaco permitió su regreso a Alepo y su reinstalación por quinta vez como patriarca el 1 de marzo de 1701.
Pocos meses después, el 27 de agosto de 1701, Shahbaddin, el arzobispo de Alepo, 10 sacerdotes y algunos monjes, fueron arrestados y luego transferidos al castillo de Adana en donde murió el mismo día de su llegada (18 de noviembre) el arzobispo Amin Kahn Risqallah. Shahbaddin murió envenenado el 4 de marzo de 1702 y los clérigos fueron liberado a principios de 1704. Durante su cautiverio ellos eligieron patriarca el 23 de noviembre de 1703 al arzobispo de Nínive, el mafrián (segundo en la jerarquía) Isaac Basilio Joubeir, quien se hallaba refugiado en el consulado francés en Estambul. Fue confirmado por el papa el 17 de noviembre de 1704, pero no aceptó el título en espera de mejores tiempos y en 1706 se trasladó a Roma, en donde falleció el 18 de mayo de 1721. La línea de patriarcas siro-católicos quedó interrumpida por ocho décadas.

### Restablecimiento del patriarcado

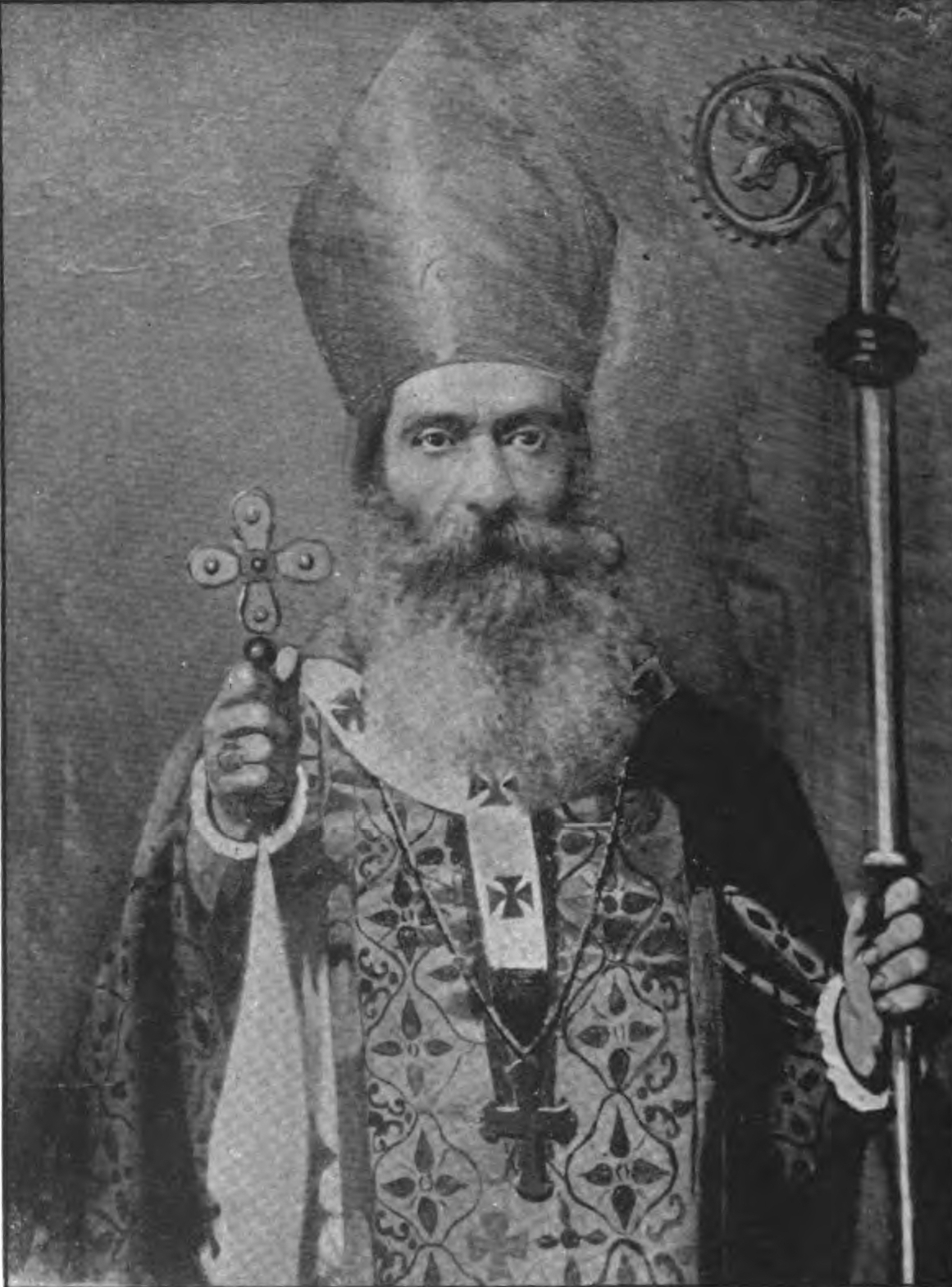
Patriarca Ignacio Miguel III Jarweh.

Durante el tiempo de vacancia del patriarcado el gobierno del Imperio otomano apoyó a los ortodoxos sirios en contra de los católicos sirios y estos sufrieron persecuciones a lo largo del siglo XVIII. Hubo largos períodos sin obispos católicos sirios en funciones y la comunidad fue forzada a la clandestinidad. Los obispos católicos sirios fueron depuestos, retornaron a la ortodoxia, o se refugiaron en el Líbano en donde era efectiva la protección maronita, del emir druzo y de los diplomáticos franceses.
En 1757 el sacerdote sirio-ortodoxo Miguel Jarweh peregrinó a Jerusalén y quedó muy influenciado por el catolicismo. A su regresó viajó a Mardin e intentó sin éxito convencer al patriarca de aceptar la unión con la Iglesia de Roma, sin embargo de lo cual el patriarca lo ordenó obispo de Alepo el 23 de febrero de 1766 luego de ser elegido por la congregación de esa ciudad. En 1769 un nuevo patriarca anticatólico lo confinó en el monasterio de Azafrán e hizo apresar a varios partidarios del papa, que fueron liberados por los otomanos luego de pagar un rescate. Esos partidarios enviaron una carta al papa mientras Jarweh lograba escapar de su confinamiento y el 8 de diciembre de 1774 se reunió con ellos en Alepo. Ocho días después hizo una profesión de fe católica ante el arzobispo melquita, seguido por la mayoría de los clérigos y fieles de Alepo. El 23 de junio de 1775 el papa Pío VI lo reconoció como obispo de Alepo. El patriarca llegó a Alepo el 22 de mayo de 1775 y se apoderó de la catedral, luego obtuvo un edicto del sultán para proscribir a Jarweh y sus seguidores. Lo excomulgó y fue perseguido y huyó a Latakia, Chipre y luego a Egipto, regresando después a Alepo en 1778 en donde logró atraer a muchos al partido católico.
En 1781 el patriarca Jorge IV murió, Jarweh viajó a Mardin y logró la adhesión de dos obispos sin diócesis, y de los metropolitanos de Jerusalén y de Mardin, estos dos últimos bajo presión de gobernador de Mardin aliado de Jarweh. Estos obispos en sínodo lo eligieron como patriarca, quien aceptó después de que se leyó y aprobó una declaración de fe católica, con la oposición de los metropolitanos de Mosul y del monasterio de Dayr al-Zafaran (Azafrán). El 22 de enero de 1783 fue entronizado en el monasterio de Azafrán, tomando el nombre de Ignacio III. Su elección fue confirmada por el papa el 14 de septiembre de 1783, recibiendo el palio el 15 de diciembre de ese año.
El partido ortodoxo reaccionó con los dos obispos opuestos, que huyeron a Tur Abdin en donde el patriarca de esa ciudad reunió un sínodo y designó mafrián de la sede patriarcal a uno de ellos —el obispo de Mosul Cirilo Matta—, quien consagró obispos a 4 monjes que lo eligieron patriarca el 6 de febrero de 1782. Matta envió a Estambul a su hermano y logró ser confirmado por el gobierno otomano, se dirigió a Mardin y Jarweh fue apresado y enviado a Mosul y luego a Bagdad, desde donde huyó y se refugió en las montañas del Líbano. Allí construyó el monasterio de Nuestra Señora de la Liberación de Charfé en 1786, a donde fue movida oficialmente por el papa la sede patriarcal desde Mardin el 22 de mayo de 1787. Después de la muerte de Miguel de Alepo en 1800 un nuevo patriarca fue elegido en 1802, Ignacio Miguel IV Daher. Desde entonces se ha mantenido la sucesión patriarcal y el patriarcado quedó definitivamente dividido entre uno católico y otro ortodoxo. : 222 
En 1829 el gobierno turco dio reconocimiento legal a la Iglesia católica siria, aprobando la separación civil y religiosa de las dos Iglesias sirias. En 1831 el patriarca Pedro Jarweh trasladó su residencia a Alepo, reasumiendo la actividad misionera católica. En 1836 los católicos sirios adoptaron el calendario gregoriano. En 1843 el patriarca siro-católico fue reconocido por el sultán como el jefe civil de su comunidad. Debido a que la comunidad cristiana en Alepo fue severamente perseguida por un levantamiento popular de los musulmanes, el patriarcado fue movido a Mardin (ahora en el sudeste de Turquía) en 1850.
El Sínodo local de Charfé (1888) obligó a los sacerdotes católicos de rito sirio al celibato; no obstante, existen hoy sacerdotes casados.
En 1914 la Iglesia católica siria tenía las siguientes diócesis:
- Archieparquía de Alepo;
- Archieparquía de Bagdad;
- Archieparquía de Damasco;
- Archieparquía de Emesa (actual Homs);
- Eparquía de Beirut, diócesis patriarcal;
- Eparquía de Amida (actual Diyarbakır), unida a la de Mardin en 1888 y administradas por vicarios patriarcales;
- Eparquía de Jazira;
- Eparquía de Mosul.

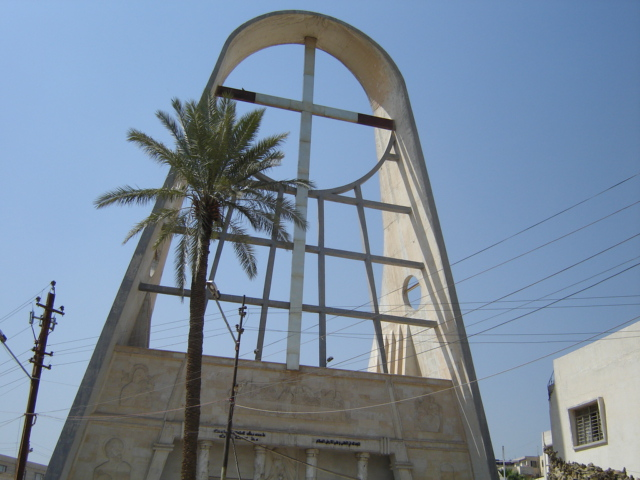
Catedral de Nuestra Señora de la Liberación, en Bagdad.

La expansión de los católicos sirios a expensas de los sirios ortodoxos finalizó por las persecuciones y masacres que tuvieron lugar durante la Primera Guerra Mundial. En 1915, en Tur Abdin, unos 200 000 cristianos fueron atacados por bandas de kurdos que vieron una posible alianza entre los cristianos de esta región y las tropas extranjeras que invadieron el vecino Oriente Medio. Un tercio de ellos perecieron masacrados en lo que fue llamado el genocidio asirio. Más de la mitad de los 75 000 católicos sirios fue masacrada. Los sobrevivientes huyeron a Siria, Líbano e Irak. Desde entonces, el centro de gravedad de la Iglesia siria se trasladó de las regiones otomanas de Tur Abdin, Mardin y Nísibis (actual Turquía) a los países árabes vecinos. A principios de la década de 1920 la residencia patriarcal fue movida a de nuevo a Charfé, y luego a Beirut, a donde muchos católicos sirios huyeron.

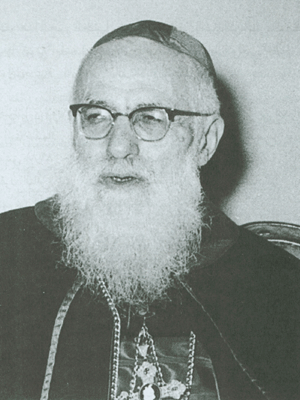
Ignacio Gabriel I cardenal Tappouni.

En el consistorio del 16 de diciembre de 1935 el papa Pío XI creó cardenal al patriarca Ignacio Gabriel I Tappouni, primero de la Iglesia católica siria.
El 31 de octubre de 2010, 58 católicos sirios iraquíes fueron asesinados por terroristas musulmanes durante la misa dominical en la iglesia Nuestra Señora de la Liberación de Bagdad, mientras que otros 78 fueron heridos.

## Autoridades
La autoridad suprema de la Iglesia católica es ejercida por el papa o por todos los obispos en comunión con este reunidos solemnemente en un concilio ecuménico. La Iglesia católica siria, como parte de la Iglesia católica, se mantiene sujeta a la autoridad suprema de la Iglesia, aunque a ella se le reconoce cierto grado de autonomía como Iglesia patriarcal que le permite contar con una jerarquía propia y ser gobernada por un patriarca con su sínodo.

### Patriarca

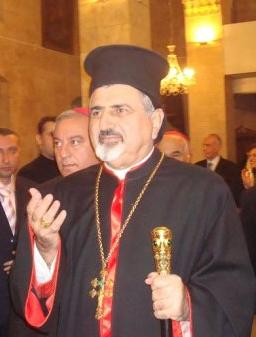
Ignacio José III Younan, actual patriarca de Antioquía de los sirios.

La jerarquía propia de la Iglesia católica siria está encabezada por el patriarca de Antioquía de los sirios (Patriarcha Antiochenus Syrorum), quien tiene el título tradicional de patriarca de Antioquía y todo el Oriente y siempre toma el nombre "Ignacio" añadido a otro nombre. La sede del patriarcado se halla en Beirut, pero en verano se traslada al monasterio de Charfé en Harissa. Desde el 20 de enero de 2009 el patriarca es Ignacio José III Younan.
En cuanto al antiguo orden de precedencia de honor de los patriarcas de las Iglesias del Oriente decretado por el Concilio de Nicea I (325), el patriarca de Antioquía ocupaba el segundo lugar, pasando luego al tercero al agregarse el patriarca de Constantinopla, pero al ya no existir éste en la Iglesia católica el patriarca sirio de Antioquía comparte con los patriarcas melquita y maronita el segundo lugar de precedencia en virtud de los cánones 58 y 59 § 2 del Código de los cánones de las Iglesias orientales. De acuerdo a la autonomía que goza el patriarcado, el patriarca católico sirio es elegido por el Santo Sínodo integrado por todos los obispos católicos sirios y debe luego requerir la comunión eclesiástica del papa, sin la cual no debe convocar al sínodo ni ordenar obispos. El patriarcado tiene un procurador en Roma para representar a la Iglesia ante la Santa Sede.
El patriarcado de Antioquía de los sirios jacobitas comenzó su serie de patriarcas separados en 544. Luego de residir en diversos monasterios la sede patriarcal estuvo desde 1293 en el monasterio de San Ananías (o de Azafrán) en Mardin (hoy Turquía). Durante el primer intento de establecer el patriarcado católico entre el 20 de agosto de 1662 y el 4 de marzo de 1703 la sede patriarcal estuvo en Alepo, y continuó luego en Mardin durante la restauración ortodoxa. Al restablecerse el patriarcado católico el 22 de enero de 1783 en Mardin, el patriarca debió huir al Líbano y construyó el monasterio de Charfé, a donde el papa trasladó la sede patriarcal el 22 de mayo de 1787. De 1802 a 1812 se situó de nuevo en Alepo, de 1812 a 1828 en Mardin, de 1828 a 1852 en Alepo, de 1852 a 1874 en Mardin, de 1874 a 1893 en Alepo, en Mosul de 1893 a 1898, y desde entonces en Beirut con residencia veraniega en Charfé.
Lista de patriarcas de Antioquía de los sirios católicos
- Ignacio Andrés I Akijan (19 de abril de 1662 electo, 20 de agosto de 1662 entronizado, 23 de abril de 1663 confirmado-24 de julio de 1677 fallecido)
- Ignacio Pedro VI Shahbaddin (25 de julio de 1677 electo, 11 de abril de 1678 entronizado, 12 de junio de 1680 confirmado-4 de marzo de 1702 fallecido)
- Sede vacante (4 de marzo de 1702-22 de enero de 1783)
- Ignacio Miguel III Jarweh (27 de diciembre de 1782 electo, 22 de enero de 1783 entronizado, 15 de diciembre de 1783 confirmado-4 de septiembre de 1800 fallecido)
- Ignacio Miguel IV Daher (24 de abril de 1802 electo, 4 de mayo de 1802 entronizado, 20 de diciembre de 1803 confirmado-7 de septiembre de 1810 renunció)
- Sede vacante (7 de septiembre de 1810-9 de enero de 1814)
- Ignacio Simón II Zora (1 de enero de 1814 electo, 9 de enero de 1814 entronizado, 8 de marzo de 1816 confirmado-20 de junio de 1818 renunció)
- Sede vacante (20 de junio de 1818-28 de enero de 1828)
- Ignacio Pedro VII Jarweh (25 de febrero de 1820 electo, 3 de marzo de 1820 entronizado, 28 de enero de 1828 confirmado-16 de octubre de 1851 fallecido)
- Ignacio Antonio I Samheri (30 de noviembre de 1853 electo, 8 de diciembre de 1853, 7 de abril de 1854 confirmado-16 de junio de 1864 fallecido)
- Ignacio Felipe I Arkousse (21 de junio de 1866 electo, 24 de junio de 1866 entronizado, 6 de agosto de 1866 confirmado-7 de marzo de 1874 fallecido)
- Ignacio Jorge V Chelhot (7 de octubre de 1874 electo, 11 de octubre de 1874 entronizado, 21 de diciembre de 1874 confirmado-8 de diciembre de 1891 fallecido)
- Ignacio Behnam II Benni (12 de octubre de 1893 electo, 15 de octubre de 1893, 18 de mayo de 1894 confirmado-13 de septiembre de 1897 fallecido)
- Ignacio Dionisio Efrén II Rahmani (9 de octubre de 1898 electo, 16 de octubre de 1898 entronizado, 28 de noviembre de 1898 confirmado-7 de mayo de 1929 fallecido)
- Ignacio Gabriel I Tappouni (24 de junio de 1929 electo, 30 de junio de 1929 entronizado, 15 de julio de 1929 confirmado-29 de enero de 1968 fallecido)
- Ignacio Antonio II Hayek (10 de marzo de 1968 electo, 20 de marzo de 1968 confirmado-23 de julio de 1998 renunció)
- Ignacio Moisés I Daoud (13 de octubre de 1998 electo, 20 de octubre de 1998 confirmado, 25 de octubre de 1998 entronizado-8 de enero de 2001 renunció)
- Ignacio Pedro VIII Abdel-Ahad (16 de febrero de 2001 electo, 20 de febrero de 2001 confirmado, 25 de febrero de 2001 entronizado-2 de febrero de 2008 renunció)
- Ignacio José III Younan (20 de enero de 2009 electo, 22 de enero de 2009 confirmado, 15 de febrero de 2009 entronizado-en el cargo)

### Sínodo patriarcal
El sínodo patriarcal (Synodus Ecclesiae Syriae Catholicae) está compuesto por los obispos, incluso los auxiliares, y es encabezado y convocado por el patriarca, quien debe tomar todas las decisiones importantes de acuerdo con él. Se reúne habitualmente una vez al año. Como las demás Iglesias orientales católicas autónomas, el patriarca puede erigir, modificar y suprimir eparquías, y nombrar a sus obispos, de acuerdo con el sínodo patriarcal y luego de consultar a la Santa Sede. Dentro del territorio propio de la Iglesia, el patriarca puede crear exarcados y nombrar a los exarcas, de acuerdo con el sínodo patriarcal, pero desde el 22 de julio de 2020 el papa Francisco en un rescriptum ex audientia decidió que esas creaciones deben tener su aprobación previa en una decisión que se revisará a los 5 años. Los obispos son nombrados por el patriarca y el sínodo patriarcal de una lista aprobada por el papa, confeccionada previamente por el sínodo patriarcal. Fuera del territorio propio del patriarcado, el patriarca y el sínodo sirio tienen jurisdicción en materia litúrgica únicamente, correspondiendo al papa la creación de diócesis y el nombramiento de obispos.

### Curia patriarcal
En la sede patriarcal de Beirut se halla la curia del patriarcado siro católico, que comprende el sínodo permanente, los obispos de sedes titulares o eméritos asignados a la curia (hasta 3), el tribunal ordinario de la Iglesia patriarcal, el oficial de finanzas, el canciller patriarcal, la comisión litúrgica y otras comisiones. Los miembros de la curia son nombrados por el patriarca, excepto por el sínodo permanente presidido por el patriarca y con 4 obispos, uno elegido por el patriarca y 3 designados por quinquenio por el sínodo patriarcal. Se reúne normalmente 12 veces al año y acompaña al patriarca en decisiones menores.

## Estadísticas
De acuerdo al Anuario Pontificio 2017 la Iglesia católica siria tenía a fines de 2016 en sus 12 jurisdicciones dentro del patriarcado y 3 fuera de él: 195 765 fieles, 15 obispos, 88 parroquias, 88 sacerdotes seculares, 31 sacerdotes religiosos, 47 religiosos, 31 religiosas, 23 diáconos permanentes, y 20 seminaristas.
Las parroquias se distribuyen de la siguiente manera:
- dentro del territorio propio: Siria (34), Irak (19), Líbano (6), Egipto (3), Turquía (2), Israel (1), Jordania (1), Palestina (1), Sudán (0), Sudán del Sur (0).
- fuera del territorio propio: Estados Unidos (13), Venezuela (3), Canadá (5), Brasil (1), Francia (1), Países Bajos (1 cuasiparroquia), Australia (1 capellanía), Reino Unido (1 capellanía).

## Circunscripciones eclesiásticas
De acuerdo al Anuario Pontificio 2018 dentro del territorio propio del patriarcado de Antioquía de los sirios a fines de 2017 existían las siguientes circunscripciones eclesiásticas sirias:
| Circunscripción                                                 | Tipo                                              | País/países                  | Provincia eclesiástica             | Ciudad sede    | Fieles bautizados (2017)                 | Obispos | Parroquias | Sacerdotes seculares | Sacerdotes religiosos | Religiosos | Religiosas | Diáconos permanentes | Seminaristas |
| --------------------------------------------------------------- | ------------------------------------------------- | ---------------------------- | ---------------------------------- | -------------- | ---------------------------------------- | ------- | ---------- | -------------------- | --------------------- | ---------- | ---------- | -------------------- | ------------ |
| Damasco                                                         | Archieparquía metropolitana                       | Siria                        | Damasco                            | Damasco        | 14 000                                   | 1       | 5          | 7                    | 0                     | 0          | 10         | 5                    | 2            |
| Homs (tiene unidas las eparquías titulares de Hama y de Nabk)   | Archieparquía metropolitana                       | Siria                        | Homs                               | Homs           | 12 000                                   | 1       | 15         | 10                   | 2                     | 5          | 3          | 3                    | 2            |
| Alepo                                                           | Archieparquía                                     | Siria                        | Inmediatamente sujeta al patriarca | Alepo          | 7500                                     | 1       | 3          | 3                    | 0                     | 0          | 0          | 2                    | 1            |
| Bagdad                                                          | Archieparquía                                     | Irak                         | Inmediatamente sujeta al patriarca | Bagdad         | 3500                                     | 2       | 3          | 4                    | 0                     | 0          | 0          | 0                    | 2            |
| Hasaka-Nísibis                                                  | Archieparquía                                     | Siria                        | Inmediatamente sujeta al patriarca | Hasaka         | 35 000                                   | 1       | 11         | 4                    | 1                     | 2          | 3          | 0                    | 0            |
| Mosul                                                           | Archieparquía                                     | Irak                         | Inmediatamente sujeta al patriarca | Mosul          | 45 000                                   | 2       | 13         | 22                   | 26                    | 33         | 3          | 0                    | 8            |
| Beirut                                                          | Eparquía y sede propia del patriarca de Antioquía | Líbano                       | Inmediatamente sujeta al patriarca | Beirut         | 32 000                                   | 2       | 6          | 14                   | 2                     | 7          | 10         | 5                    | 2            |
| El Cairo                                                        | Eparquía                                          | Egipto                       | Inmediatamente sujeta al patriarca | El Cairo       | 1560                                     | 1       | 3          | 3                    | 0                     | 0          | 0          | 0                    | 1            |
| Hadiab-Erbil y el resto de la región del Kurdistán (o Adiabene) | Eparquía                                          | Irak                         | Inmediatamente sujeta al patriarca | Ankawa         | Creada en 2019, datos incluidos en Mosul | -       | -          | -                    | -                     | -          | -          | -                    | -            |
| Basora y el Golfo                                               | Exarcado patriarcal                               | Irak                         | Inmediatamente sujeta al patriarca | Basora         | 350                                      | 0       | 3          | 1                    | 0                     | 0          | 0          | 0                    | 0            |
| Jerusalén                                                       | Exarcado patriarcal                               | Israel, Jordania y Palestina | Inmediatamente sujeta al patriarca | Jerusalén Este | 4500                                     | 1       | 3          | 2                    | 0                     | 0          | 2          | 1                    | 1            |
| Turquía                                                         | Exarcado patriarcal                               | Turquía                      | Inmediatamente sujeta al patriarca | Estambul       | 2055                                     | 0       | 2          | 0                    | 0                     | 0          | 0          | 2                    | 1            |
| Sudán y Sudán del Sur                                           | Territorio dependiente del patriarca              | Sudán y Sudán del Sur        | Inmediatamente sujeta al patriarca | El Cairo       | 50                                       | 0       | 0          | 0                    | 0                     | 0          | 0          | 0                    | 0            |
| TOTAL                                                           | -                                                 | -                            | -                                  | -              | 138 399                                  | 12      | 69         | 80                   | 31                    | 45         | 31         | 5                    | 18           |

### Eparquía propia del patriarca
Eparquía de Beirut de los sirios (Eparchia Berytensis Syrorum), fue creada en 1817 por el patriarca Ignacio Simeón II Zora. En 1898 fue establecida provisoriamente como eparquía patriarcal tras el traslado del patriarca desde su sede de Mardin. En 1936 la Santa Sede la reconoció como eparquía patriarcal y desde entonces tiene al frente un vicario patriarcal. Su catedral es la iglesia de Nuestra Señora de la Anunciación en Beirut, y su jurisdicción comprende todo el Líbano. De acuerdo al Anuario Pontificio 2017 tenía 32 000 fieles y 6 parroquias.

### Dependencias del patriarca
Debido a que no ha sido establecida ninguna jurisdicción eclesiástica siro católica en Sudán y Sudán del Sur, al formar parte estos países del territorio propio de la Iglesia católica siria el patriarca tiene directa jurisdicción sobre ellos. Desde 1997 ha sido designado territorio dependiente del patriarca de Sudán, y pasó a ser en 2013 territorio de Sudán y Sudán del Sur dependiente del patriarcado de Antioquía de los sirios. Desde 1999 el eparca de El Cairo es su vicario patriarcal o protosincelo por delegación del patriarca, aunque los fieles están bajo el cuidado de la parroquia greco melquita de Jartum. De acuerdo al Anuario Pontificio 2017 sus fieles se han reducido a solo 50 y no poseen una parroquia.
Exarcado patriarcal de Basora y el Golfo, fue erigido por el patriarcado en 1982 para cubrir el sur de Irak y Kuwait, con el nombre de exarcado patriarcal de Basora y Kuwait. Desde el 6 de marzo de 2003 el vicario apostólico latino del Norte de Arabia tuvo jurisdicción exclusiva sobre todos los ritos en Kuwait y otros países del golfo Pérsico, razón por la cual el nombre fue cambiado y su jurisdicción reducida al sur de Irak. El 22 de julio de 2020 el papa Francisco decidió derogar las disposiciones de sus dos antecesores y extender la jurisdicción de los 6 patriarcas orientales sobre los dos vicariatos apostólicos de Arabia, por lo que el exarcado patriarcal podría recuperar su antigua jurisdicción. De acuerdo al Anuario Pontificio 2017 posee 350 fieles y 3 parroquias, una de las cuales es la iglesia del Sagrado Corazón en Basora.
Exarcado patriarcal de Jerusalén (Hierosolymitanus). Hubo un archieparca siro católico en Jerusalén desde la conversión de Gregorio Pedro Shahbaddin en 1677 hasta 1837, cuando quedó vacante. Desde 1893 quedó bajo la administración patriarcal directa como un exarcado patriarcal, que cubre Israel, Palestina, y Jordania. Su sede es la iglesia de Santo Tomé en Jerusalén. Previamente la sede fue transferida de Jerusalén a Belén en 1948, y retornó a Jerusalén en 1965. De acuerdo al Anuario Pontificio 2017 posee 4500 fieles y 3 parroquias situadas en: Jerusalén (Santo Tomé, para Israel), Belén (San José, para Palestina), y Ammán (Inmaculada Concepción, para Jordania).
Exarcado patriarcal de Turquía, fue erigido por el patriarcado en 1921 y cubre Turquía. Su sede fue trasladada desde Mardin a Estambul en 1974, y de acuerdo al Anuario Pontificio 2017 posee 2055 fieles y 2 parroquias: iglesia y convento del Sagrado Corazón en Estambul, iglesia de la Virgen María en Mardin, y una iglesia en Alejandreta. En 1932 recibió la parte turca de la eparquía de Jazira de los sirios. El exarcado fue erigido en 1921 a causa de que por la persecución de los cristianos en el Imperio otomano fue suprimida la archieparquía de Edesa de Osroena de los sirios y la eparquía de Mardin de los sirios (Eparchia Mardinensis Syrorum) y su sede unida la eparquía de Amida de los sirios (Eparchia Amidensis Syrorum). Ambas eparquías en el sur de Turquía actual habían sido unidas por decreto de la Propaganda Fide de 1 de mayo de 1888. La eparquía de Mardin fue restablecida como católica el 14 de septiembre de 1783 (previamente hubo obispos católicos) y como eparquía patriarcal, hasta que la sede fue trasladada a Charfé y luego osciló entre Alepo y Mardin. La eparquía de Amida, con sede en Diyarbakır había sido creada el 28 de septiembre de 1862. La archieparquía de Edesa de Osroena (actual Sanliurfa) pasó a la Iglesia católica en 1683 y a mediados del siglo XIX pasó a ser sede metropolitana. En 1863 fue unida a la eparquía de Karput a causa de la conversión del obispo ortodoxo de esa ciudad. Edesa de Osroena en 1944, Amida en 1963, y Mardin en 1973, fueron reclasificadas como sedes titulares sirias.

### Diócesis sufragáneas del patriarcado
Por aplicación del canon 80 del Código de los cánones de las Iglesias orientales el patriarca ejerce los derechos y obligaciones de un metropolitano en los lugares del territorio propio de la Iglesia en donde no se ha constituido una provincia eclesiástica. En ese sentido son sufragáneas del patriarca las siguientes diócesis:
Archieparquía de Alepo de los sirios (Archieparchia Aleppensis Syrorum), fue la primera diócesis de la Iglesia católica siria. Fue creada por el patriarca maronita Bawwab el-Safrawi para Andrés Akijan el 29 de junio de 1656, y confirmada por el papa el 28 de enero de 1659. Fue la primera archieparquía patriarcal a partir del 20 de agosto de 1662 (confirmada por el papa el 23 de abril de 1663) hasta la supresión de la Iglesia en 1701. Restablecida en 1780, volvió a serlo en los períodos 1802-1812, 1828-1851 y 1874-1892. Su catedral es la iglesia de Nuestra Señora de la Asunción en Alepo, y su jurisdicción comprende el noroeste de Siria. De acuerdo al Anuario Pontificio 2017 tiene 7500 fieles y 3 parroquias en Alepo: Nuestra Señora de la Asunción, la iglesia de San Assia el Sabio, y la iglesia de San Efrén el Sirio.
Archieparquía de Hasaka-Nísibis de los sirios (Archieparchia Hassakensis et Nisibena Syrorum). La eparquía de Jazira de los sirios (Eparchia Jazirensis Syrorum) en la alta Mesopotamia de Siria y Turquía, y con sede en Cizre, fue creada en 1863 con parte de la archieparquía de Mosul. Quedó vacante en 1915 y en 1932 fue remplazada en su sector sirio por el vicariato patriarcal del Jezira Superior de los sirios, mientras que el sector turco se integró al exarcado patriarcal de Turquía. El 15 de julio de 1957 mediante la bula Summam animo del papa Pío XII el vicariato patriarcal fue elevado a eparquia de Hasaké (Eparchia Spinensis Syrorum). El 3 de diciembre de 1965 la eparquia fue elevada al rango de archieparquía agregando el nombre de Nísibis (hoy Nusaybin), que fue una sede histórica en la actual Turquía. Su catedral es la iglesia de Nuestra Señora de la Asunción en Hasaka, y su jurisdicción comprende el noreste de Siria. De acuerdo al Anuario Pontificio 2017 tiene 35 000 fieles y 11 parroquias.
Archieparquía de Bagdad de los sirios (Archieparchia Babylonensis Syrorum). Fue creada el 28 de septiembre de 1862 con parte de la archieparquía de Mosul. En 1982 perdió parte de su territorio para la creación del Exarcado patriarcal de Basora y Kuwait. Su catedral es la iglesia de San José en Bagdad, y su jurisdicción comprende el centro de Irak. De acuerdo al Anuario Pontificio 2017 tiene 3500 fieles y 3 parroquias.
Archieparquía de Mosul de los sirios (Archieparchia Mausiliensis Syrorum). Fue restablecida como católica en 1790, aunque previamente entre 1694 y 1702 fue su obispo el elegido patriarca Joubeir. En 1862 perdió la parte sur de su territorio para la creación de la archieparquía de Bagdad, y en 1863 la parte norte para la creación de la eparquía de Jazira de los sirios. Entre 1893 y 1897 fue la archieparquía propia del patriarca. Su catedral es la iglesia de la Inmaculada Concepción en Mosul, y su jurisdicción comprende el norte de Irak. De acuerdo al Anuario Pontificio 2017 tiene 45 000 fieles y 13 parroquias.
Eparquía de Hadiab-Erbil y el resto de la región del Kurdistán. Luego de ser aprobado por el sínodo patriarcal el 22 de junio, el 28 de junio de 2019 el patriarca Ignacio Youssef III Younan decretó la creación de la eparquía separando de la archieparquía de Mosul el territorio del Kurdistán iraquí, que comprende las gobernaciones de Erbil, Duhok y Solimania.
Eparquía de El Cairo de los sirios (Eparchia Cahirensis Syrorum). Desde 1866 Egipto tuvo un vicario sirio directamente dependiente del patriarcado. En 1936 fue establecido el exarcado patriarcal de El Cairo, que fue elevado a eparquía el 3 de diciembre de 1965. Su catedral es la iglesia del Rosario en El Cairo, y su jurisdicción comprende todo Egipto. De acuerdo al Anuario Pontificio 2017 tiene 1650 fieles y 3 parroquias: Sagrado Corazón en Alejandría, Santa Catalina en Heliópolis, y del Rosario en El Cairo.

### Provincias metropolitanas
Archieparquía de Damasco de los sirios (Archieparchia Damascena Syrorum). Creada en 1633, tiene un obispo católico desde 1780. Su catedral es la iglesia de San Pablo en Damasco, y su jurisdicción comprende el sur de Siria. De acuerdo al Anuario Pontificio 2017 tiene 14 000 fieles y 5 parroquias. La metrópolis no tiene diócesis sufragáneas.
Archieparquía de Homs de los sirios o de Emesa (Archieparchia Hemesena Syrorum (-Epiphaniensis-Nabikensis)). Tiene un obispo católico desde 1678. En 1833 el obispo siro ortodoxo de Al-Nabek, Mateo Masuli, adhirió al catolicismo y mantuvo su sede episcopal hasta su muerte, tras lo cual la eparquía de Al-Nabek (o Nabk, Nabikensis Syrorum) fue agregada como sede titular a la archieparquía de Homs. En el siglo XIX agregó también el título de la eparquía de Hama (Epiphaniensis Syrorum). Su catedral es la iglesia de del Espíritu Santo en Homs, y su jurisdicción comprende el centro de Siria. De acuerdo al Anuario Pontificio 2017 tiene 12 000 fieles y 15 parroquias. La metrópolis no tiene diócesis sufragáneas.

### Iglesia católica siria fuera del territorio propio del patriarcado
De acuerdo al Anuario Pontificio 2018 fuera del territorio propio del patriarcado de Antioquía de los sirios a fines de 2017 existían las siguientes circunscripciones eclesiásticas sirias:
| Circunscripción                           | Tipo                | País/países    | Provincia eclesiástica                | Ciudad sede | Fieles bautizados (2017) | Obispos | Parroquias | Sacerdotes seculares | Sacerdotes religiosos | Religiosos | Religiosas | Diáconos permanentes | Seminaristas |
| ----------------------------------------- | ------------------- | -------------- | ------------------------------------- | ----------- | ------------------------ | ------- | ---------- | -------------------- | --------------------- | ---------- | ---------- | -------------------- | ------------ |
| Nuestra Señora de la Liberación de Newark | Eparquía            | Estados Unidos | Inmediatamente sujeta a la Santa Sede | Bayonne     | 31 716                   | 1       | 11         | 1                    | 0                     | 2          | 0          | 106                  | 2            |
| Canadá                                    | Exarcado apostólico | Canadá         | Inmediatamente sujeta a la Santa Sede | El Cajón    | 5650                     | 1       | 5          | 4                    | 0                     | 0          | 0          | 2                    | 0            |
| Venezuela                                 | Exarcado apostólico | Venezuela      | Inmediatamente sujeta a la Santa Sede | Maracay     | 20 000                   | 1       | 3          | 3                    | 0                     | 0          | 0          | 0                    | 0            |
| TOTAL                                     | -                   | -              | -                                     | -           | 57 366                   | 3       | 19         | 8                    | 0                     | 2          | 0          | 108                  | 2            |

Fuera del territorio propio del patriarcado las diócesis siro católicas no están dentro de la jurisdicción del patriarca, pero forman parte de la Iglesia católica siria y sus obispos integran el sínodo patriarcal. Son creadas por el papa y sus obispos nombrados por él con acuerdo del sínodo.
Eparquía de Nuestra Señora de la Liberación de Newark (Eparchia Dominae Nostrae Liberationis Novarcensis Syrorum). Fue creada por el papa Juan Pablo II el 6 de noviembre de 1995 con la bula Principis Apostolorum con jurisdicción sobre Estados Unidos. Previamente los fieles sirios católicos estaban en esos países bajo jurisdicción de los obispos latinos locales. Está inmediatamente sujeta a la Santa Sede. Su catedral es la iglesia de San José en el suburbio de Bayonne, Newark, Nueva Jersey. De acuerdo al Anuario Pontificio 2017 tenía 12 600 fieles y 13 parroquias en los Estados Unidos (datos de antes de la división de la diócesis el 7 de enero de 2016): Sagrado Corazón de Jesús en North Hollywood, Nuestra Madre del Perpetuo Socorro en El Cajón (ambas en California), San Efrén en Jacksonville (Florida), Santo Tomé en Farmington Hills (Michigan), Nuestra Señora de la Merced en Allentown (Pennsylvania), San José en Bayonne (Nueva Jersey). Misiones (5): Oceanside (California), Phoenix (Arizona), Northbrook (Illinois), Sterling Heights (Michigan), Jamaica Plain (Massachusett).
Exarcado apostólico sirio de Venezuela o Exarcado apostólico para los fieles de rito antioqueno sirio en Venezuela (Exarchatus Apostolicus pro fidelibus ritus Antiocheni Syrorum in Venetiola). Fue creado por el papa Juan Pablo II el 22 de junio de 2001 con la bula Ecclesiales communitates con jurisdicción sobre Venezuela. Previamente los fieles sirios católicos estaban en ese país bajo jurisdicción de los obispos latinos locales. Está inmediatamente sujeto a la Santa Sede. Su catedral es la iglesia de Asunción de la Virgen María en la ciudad de Maracay. De acuerdo al Anuario Pontificio 2017 tiene 20 000 fieles y 3 parroquias: Asunción de la Virgen María (Maracay), Nuestra Señora del Amparo (Puerto La Cruz), San Jorge (Barquisimeto).
Exarcado apostólico sirio de Canadá. Fue creado por el papa Francisco el 7 de enero de 2016 con jurisdicción sobre Canadá separándolo de la eparquía de Nuestra Señora de la Liberación de Newark. Está inmediatamente sujeto a la Santa Sede. Su sede se fijó en Montreal, existiendo 2 parroquias: San José en Mississauga (Ontario), Nuestra Señora de la Asunción en Saint-Vincent-de-Paul (Quebec); y 3 misiones: Cambridge, Ottawa (ambas en Ontario), Chomedey (Quebec). De acuerdo al Anuario Pontificio 2017 tiene 5650 fieles y 5 parroquias.
En varios países existen parroquias y capellanías católicas sirias que han sido creadas en diócesis de rito latino o en ordinariatos orientales para atender a los fieles sirios de la diáspora:
- La parroquia de San Efrén (Église Saint-Ephrem), en París (Francia) hace parte del ordinariato para los fieles de rito oriental de Francia.
- En la arquidiócesis de Utrech, Países Bajos, la cuasiparroquia de San Juan el Apóstol (Quasi-parochie van Sint Jan de Apostel van Syrische Katholieken in Nederland), en Arnhem, tiene jurisdicción sobre todos los siro católicos del país. Incluye comunidades en Zaandam, Zwolle, Hengelo, Zoetermeer, y Róterdam.[27][28]
- La parroquia del Sagrado Corazón de Jesús (Igreja Sagrado Coracão de Jesus dos Siriacos Catolicos), de Belo Horizonte en Brasil, hace parte del ordinariato para los fieles de rito oriental de Brasil.[29]
- La capellanía siríaca de la arquidiócesis de Sídney en Berala, Australia, incluye las iglesias: Nuestra Señora de la Merced (Our Lady of Mercy Church) en Concord, y Santa Teresa (St. Therese) en Hurtsville.[30][31] Otras comunidades existen en Tahmoor (diócesis de Wollongong), y Dallas (arquidiócesis de Melbourne). El archieparca emérito de Mosul y obispo de curia, Basile Georges Casmoussa, es desde el 21 de junio de 2017 visitador apostólico para los fieles siro-católicos que residen en Australia.[32]
- La capellanía siríaca de la arquidiócesis de Southwark, Reino Unido, en la iglesia de la Santa Trinidad (Holy Trinity Catholic Church) en Londres.[33]
- En la diócesis de Roma, Italia, se halla la iglesia de Santa María de la Concepción (Chiesa di Santa Maria della Concezione in Campo Marzio), que es la sede del procurador del patriarcado ante la Santa Sede.
- En Suecia existe en la diócesis católica de Estocolmo la misión de rito sirio dentro del vicariato para las Iglesias orientales católicas (Vikariatet för de orientalisk-katolska kyrkorna).[34]

Como visitador apostólico para los fieles de rito sirio residentes en Europa Occidental el 13 de enero de 2014 el papa nombró al arzobispo emérito sirio de Mosul, Basilio Jorge Casmoussa.

### Sedes titulares
La Iglesia católica siria conserva como sedes titulares que otorga a los obispos auxiliares, coadjutores, de curia, y exarcas, los títulos de antiguas diócesis de la Iglesia ortodoxa siria previas a la creación de la Iglesia católica siria. Esas diócesis son:
- Archieparquía titular de Amida de los sirios (Amidenus Syrorum). Fue establecida como eparquía residencial el 28 de septiembre de 1862 y suprimida de hecho circa 1915. Fue restaurada como arquidiócesis metropolitana titular en 1963.
- Archieparquía titular de Apamea en Siria de los sirios (Apamenus in Syria Syrorum), establecida en 1963 como sede metropolitana titular.
- Archieparquía titular de Tikrit  de los sirios (Tagritensis), establecida en 1986 como sede metropolitana
- Archieparquía titular de Calcedonia de los sirios (Chalcedonensis Syrorum), existente al menos desde 1922, como arquidiócesis
- Archieparquía titular de Edesa en Osroena de los sirios (Edessenus in Osrhoëne Syrorum), establecida en el siglo XV, quedó vacante en 1918. Fue establecida como archieparquía metropolitana titular en 1944.
- Eparquía titular de Aretusa de los sirios (Arethusius Syrorum), existente al menos desde 1912
- Eparquía titular de Batne de los sirios (Bathnensis Syrorum), existente al menos desde 1913
- Eparquía titular de Dara de los sirios (Darensis Syrorum), establecida en 1979
- Eparquía titular de Hierápolis en Siria de los sirios (Hierapolitanus in Syria Syrorum), existente al menos desde 1908
- Eparquía titular de Mardin de los sirios (Mardinensis Syrorum), establecida en 1972.

Otras sedes titulares fueron utilizadas en el pasado y luego suprimidas: Anastasiopolis (Anastasiopolitanus Syrorum, suprimida en 1925), Ioppe (Ioppitanus Syrorum, suprimida en 1925, restaurada al año siguiente y vuelta a suprimir en 1927), Martyropolis (Martyropolitanus Syrorum, suprimida en 1929), Fhoba (establecida en 1926 y suprimida en 1929), Trípoli en el Líbano (Tripolitanus Syrorum, establecida al menos en 1896 y suprimida en 1898).

## Institutos de vida consagrada y seminarios
La Iglesia católica siria tiene tres monasterios: San Moisés el Abisinio cerca Al-Nabk en Siria, San Simón el Estilita cerca de Alepo en Siria, y el Monasterio de Charfé (Sharfeh) en Harissa, Líbano. En este último existe un seminario y una imprenta. Hay también un pequeño seminario en Alepo y una congregación de mujeres: las hermanas Efraimitas, hijas de la Madre de la Misericordia, que se encuentra no muy lejos de Charfé.